# 맨해튼 미스터리
《맨해튼 미스터리》(영어: Manhattan Murder Mystery)는 1993년 개봉한 범죄 코미디 영화다. 우디 앨런이 감독과 각본, 주연을 맡았으며, 앨런 알다와 앤젤리카 휴스턴, 다이앤 키턴이 출연하였다. 《애니 홀》의 초안을 토대로 만들어졌으며, 키턴이 《맨해튼》 이후 14년 만에 출연한 앨런의 영화다.  키턴은 이 영화로 골든 글로브 여우주연상 후보에 올랐다.

## 줄거리
편집자인 래리 립튼과 그의 아내 캐롤은 이웃 노부부 폴과 릴리언 하우스와 엘리베이터에서 우연히 만나 친해진다. 어느 날 저녁, 이들은 하우스 부부와 함께 시간을 보내며 운동 루틴에 대한 이야기를 나눈다. 다음 날, 릴리언이 갑작스럽게 심장마비로 사망하자 립튼 부부는 건강해 보였던 그녀의 죽음에 의심을 품기 시작한다. 특히 폴이 아내의 죽음에도 불구하고 지나치게 쾌활한 모습에 의아함을 느낀다.
캐롤은 폴에게 디저트를 가져다주다가 그의 부엌 싱크대 밑에서 화장터 항아리를 발견하고, 릴리언이 매장되었다는 폴의 말과 모순됨을 확인한다. 캐롤은 폴의 아파트를 몰래 조사하기로 결심하고, 아파트 관리인에게서 열쇠를 훔쳐 폴이 집을 비운 사이 몰래 침입한다. 그녀는 파리행 티켓과 "헬렌 모스"라는 여성과 함께 예약된 호텔을 발견한다. 캐롤은 마지막으로 걸었던 전화번호를 확인하고 "월드론"이라는 사람과 통화하게 된다. 폴이 갑자기 집으로 돌아오자 캐롤은 침대 밑에 숨어 위기를 모면하지만, 나중에 폴은 캐롤의 안경을 발견한다.
캐롤의 위험한 행동에 래리는 아내를 만류하지만, 캐롤은 멈추지 않고 친구인 테드의 도움을 받아 미스터리를 파헤치기로 한다. 캐롤과 테드는 헬렌 모스를 미행하고, 며칠 후 캐롤은 지나가는 버스에서 릴리언과 똑같이 생긴 여성을 발견한다. 래리는 쌍둥이일 것이라고 추측하지만, 테드는 릴리언에게는 쌍둥이가 없다는 것을 알아낸다. 캐롤과 테드는 버스 노선을 따라가다 낡은 월드론 호텔을 발견한다. 며칠 후, 캐롤과 래리는 월드론 호텔에서 릴리언의 시신을 발견하지만, 경찰이 도착했을 때는 사라져 있다. 캐롤은 폴이 시신을 숨겼다고 추론한다. 이후, 그들은 엘리베이터 비상구 패널에서 릴리언의 시신을 발견하고, 폴이 시신을 처리하기 위해 공업용 용광로에 던지는 것을 목격한다.
래리가 출판하는 작가 마샤 폭스는 폴의 범죄 계획을 추론해낸다. 그녀는 죽은 여자가 릴리언이 아니라 그녀와 닮은 부유한 자매이며, 심장마비로 사망하자 하우스 부부가 릴리언이 죽은 것처럼 위장하고 릴리언은 월드론 호텔에 숨어 자매의 자산을 빼돌리려 한 것이라고 주장한다. 돈을 모두 얻은 후 폴은 헬렌과 도망치기 위해 릴리언을 살해했다는 것이다. 마샤는 폴이 스스로 범죄를 자백하게 만들기 위해 헬렌을 이용하는 계획을 세운다.
연극 제작자인 테드는 헬렌 모스를 위해 가짜 오디션을 만들고, 그녀가 아무렇지도 않은 대사를 읽도록 유도하여 녹음한다. 녹음된 내용에서 단어들을 조합하여 헬렌이 폴에게 전화를 걸어 릴리언의 시신을 봤다고 말하는 것처럼 속인다. 폴은 당황하여 헬렌을 통해 시신의 행방을 찾으려 한다. 하지만 이 계획은 실패하고, 폴은 캐롤을 납치하여 릴리언의 시신과 교환하려 한다.
폴이 소유한 낡은 극장에서 래리는 폴의 총알을 피하며 쫓고 쫓기는 추격전을 벌인다. 과거 폴에게 버림받았던 폴의 조수인 달튼 부인이 폴을 쏘고, 래리는 캐롤을 구출한다. 마샤의 이론이 옳았음이 증명되고, 래리와 캐롤, 테드와 마샤는 각자 축하 저녁 식사를 즐긴다.

## 출연
- 우디 앨런 - 래리 립튼
- 다이앤 키턴 - 캐럴 립튼
- 제리 아들러 - 폴 하우스
- 린 코언 - 릴리언 하우스
- 론 리프킨 - 사이
- 조이 베하 - 메릴린
- 윌리엄 애디 - 잭
- 존 도마니언 - 이웃
- 실비아 코더스 - 이웃
- 아이라 윌러 - 의사
- 앨런 알다 - 테드
- 앤젤리카 휴스턴 - 마샤 폭스
- 멜리나 노리스 - 헬렌 모스
- 마지 레드먼드 - 돌튼 부인
- 잭 브래프 - 닉 립튼
- 조지 마노스 - '21 클럽' 직원
- 린다 테일러 - '21 클럽' 직원
- 아이다 터투로 - 호텔 직원
- 존 코스텔로 - 경찰
- 프랭크 펠레그리노 - 경찰
- 스티븐 랜다조 - 경찰
- 야니 시니어스 - 호텔 야간 직원
- 글로리아 이리자리 - 호텔 청소부
- 루스 레스트 - 릴리언의 언니
- 수잔 라파엘리 - 극장 관리자

## 제작 과정
《맨해튼 미스터리》의 각본은 우디 앨런이 원래 《애니 홀》에 넣으려고 했으나 제작 도중에 뺀 추리 요소에서 가지고 왔다. 이 구상은 앨런이 '비행기에서 읽는 싸구려 잡지' 수준이라 생각해 한동안 제작으로 이어지지 않았다. 1990년대 초반, 앨런은 이 구상을 토대로 영화를 만들겠다고 결심한 뒤, 《애니 홀》 각본을 같이 쓴 마셜 브릭먼과 다시 만났다. 영화 속 캐럴 립튼은 처음에 미아 패로를 염두에 두었지만 패로가 앨런과 헤어진 뒤 다시 뽑아야 했다. 1992년 가을에 앨런은 다이앤 키턴과 연락해 캐럴 립튼 역을 맡아달라 부탁했으며, 키턴은 즉시 수용하였다. 한편 언론은 앨런이 앤젤리카 휴스턴에게 래리 립튼과 모종의 로맨스를 하는 작가 역을 맡긴 것이 패로와의 관계에 대한 앨런의 반응이라 주장하였다.
영화는 1992년 가을에 그리니치빌리지의 어퍼이스트사이드와 어퍼웨스트사이드에서 촬영되었다. 앨런은 카를로 디 팔마가 헨드헬드 카메라로 영화를 찍도록 하였다. 래리와 캐럴의 집은 맨해튼 2번가와 3번가 사이에 있는 78번가 200번지에서 촬영하였다. 또한, 영화 종반 부에 나오는 거울 장면은, 앨런이 오손 웰스의 《상하이에서 온 여인》을 직접 오마주한 장면이다. 한편 이 영화는 트라이스타 픽처스에서 배급을 맡았는데, 트라이스타가 앨런의 영화를 배급한 것은 2번째이자 마지막이다. 트라이스타와 더는 계약을 하지 않은 것에 대해 언론은 앨런의 개인적 이유가 있다고 보도했지만, 앨런은 이를 부인하였다.

## 수상 후보 내역
| 연도 | 주최국 | 주관          | 후보자          | 수상 부문                 | 여부 |
| ---- | ------ | ------------- | --------------- | ------------------------- | ---- |
| 1994 | 미국   | 골든 글로브상 | 다이앤 키턴     | 여우주연상(뮤지컬·코미디) | 실패 |
| 1994 | 프랑스 | 세자르상      | 우디 앨런       | 외국어 작품상             | 실패 |
| 1995 | 영국   | BAFTA 영화상  | 앤젤리카 휴스턴 | 여우조연상                | 실패 |